# 조지 밴쿠버
조지 밴쿠버(George Vancouver, 1757년 6월 22일 ~ 1798년 5월 12일)는 영국의 탐험가이다. 현재의 밴쿠버시와 밴쿠버섬의 지명은 그의 이름을 딴 것이다.
노퍽주 킹스린(King's Lynn)에서 태어나, 13세 때 해군에 입대하여 선원으로 활약하였다. 그의 초기 해양 경험은 제임스 쿡 선장의 마지막 2차례의 항해였으며, 밴쿠버 자신은 마지막 항해 때에 해군 사관 후보생이었다.
밴쿠버섬의 서해안에 있는 누트카 만에서 영국과 스페인 사이에 해전이 일어나자, 1791년 항해를 하면서 쿡 선장의 예를 들어 희망봉, 오스트레일리아, 뉴질랜드로 가는 길을 향하였다.
그는 이 지역들 해안의 귀중한 해도를 만들었고, 1792년 북아메리카 대륙에 도달하였다. 누트카 만에 관련된 확실한 정규적 형식에 참여하였고, 후안 데 푸카 해협을 지나 밴쿠버섬 주위를 항해하였다. 그의 샌디에이고부터 알래스카 남부까지의 조사는 첨단적 성과였다.
1795년 혼곶을 지나며 귀국하였다. 그의 저서 〈1790년부터 1795년까지 북태평양 발견과 세계 순회의 항해〉는 1798년에 출간되었다.
1798년 5월 12일 서리주 피터스햄에서 사망하였다.